# Histoire philatélique des îles Féroé
L'histoire philatélique des îles Féroé est liée à la métropole danoise. Depuis l'émission du premier timbre-poste danois jusqu'à l'autonomie postale de 1975, les Féroé ont utilisé les émissions danoises, sauf à deux reprises.
L'administration postale des îles est la Postverk Føroya, disposant d'une indépendance à l'égard de Post Danmark. Elle est membre à part entière de PostEurop et de la Sepac, et participe aux émissions conjointes de ces entités, comme l'émission Europa de la première.

## Les timbres provisoires

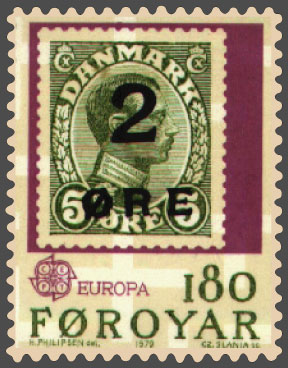
Timbre provisoire de 1919, sur un timbre de 1979.

En janvier 1919, le tarif postal augmente de 5 øre à 7 øre. Cependant, le bateau qui amenait les nouveaux timbres de 7 øre, est retardé. La poste du chef-lieu Tórshavn obtient par télégraphe l'autorisation de surcharger des timbres de 5 øre vert à l'effigie du roi Christian X pour diminuer leur valeur à 2 øre. Ceci permit entre le 12 janvier et le 24 janvier 1919 d'affranchir le courrier avec deux timbres de 5 øre, dont un surchargé « 2 øre » en noir. Ce timbre réapparaît sur une émission locale en 1979 pour la série Europa sur « L'Histoire de la poste ».
Pendant la Seconde Guerre mondiale, en raison de l'occupation du Danemark par les troupes allemandes, l'armée britannique occupe l'archipel. Les responsables des postes à Tórshavn décident d'augmenter les tarifs postaux et de surcharger leurs stocks de timbres en conséquence :
- 1 øre vert-noir du type Ligne ondulée surchargé « 20 » ;
- 5 øre bordeaux du même type surchargé « 20 » ;
- 15 øre rouge du type Caravelle surchargé « 20 » ;
- 5 øre bordeaux surchargé « 50 » ;
- 6 øre orange-jaune du type Ligne ondulée surchargé « 60 ».

35 000 timbres ont été surchargés en deux fois en 1940, puis en 1941 par l'imprimerie de H.N. Jacobsen, à Tórshavn. Ces deux émissions sont différenciables par de légères variations des espaces entre les chiffres.

## L'autonomie postale depuis1975

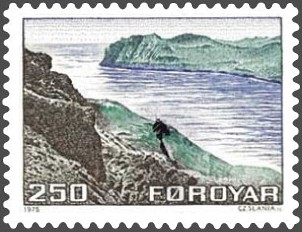
Paysage local sur un timbre du 30 janvier 1975.

Les îles Féroé ont obtenu une autonomie locale après la Seconde Guerre mondiale. Le droit d'émettre des timbres locaux intervient seulement le 30 janvier 1975, avec une série courante de 14 timbres différents. Leurs thèmes sont ceux qui illustreront les émissions suivantes : cartes de l'archipel, paysages maritimes, paysages montagneux, habitations locales. Ces thèmes ont été complétés rapidement par les navires, la culture insulaire, la faune et la flore. À partir de la deuxième moitié des années 1990, plusieurs séries ont illustré les contes et légendes locales et nordiques, ainsi que l'histoire du christianisme féroïen (églises, scènes bibliques).
L'autonomie officielle du service postal est célébré le 1er avril 1976 avec le premier timbre présentant le drapeau féroïen créé en 1940 : croix scandinave rouge entourée de bleu sur un fond blanc. Par contre, la famille régnante de Danemark apparaît rarement : la reine Margrethe II sur un bloc de 1997, et célébration du mariage princier de mai 2004.
Actuellement, l'administration postale des Féroé, la Postverk Føroya, émet environ vingt timbres chaque année, tous sur des thèmes directement liés au pays.

## Liste de quelques thèmes émis par la poste desÎles Féroé

### Contes, légendes etmythologie nordique

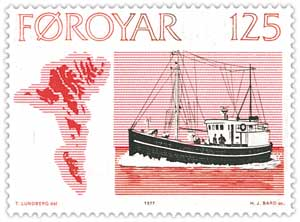
Émission du 28 avril 1977.

- ballade médiévale « Harra Paetur et Elinborg », 1982 ;
- contes de fées, 1984 ;
- ballade « Skrimsla », 1986 ;
- La Ballade de Brusajókil, 1994 ;
- Europa, série Contes et légendes, 1997 ;
- La chanson de Brunehilde, 1998 ;
- Völuspá (Vøluspá en féroïen), prédiction de la voyante, 2003.

### Histoire

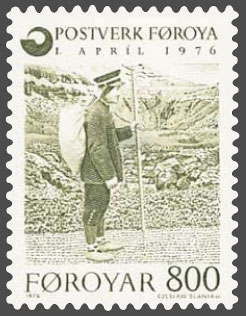
Émission du 1er avril 1976.

- pignons de bancs de l'église de Kirkjubøur, bois sculptés, 1980, 1984, 2001 ;
- écrits historiques, série de cinq timbres, 1981 ;
- Europa, série « Événements historiques », les migrations des Vikings en mer du Nord, 1982 ;
- l'expédition de sir John Stanley en 1789 aux Féroé, 1985 ;
- les 100 ans de la rencontre de Noël à Tórshavn, le 26 décembre 1888, 1988 ;
- Europa, La Découverte de l'Amérique, 1992 ; Le timbre eut un grand succès car il présentait une des caravelles de Christophe Colomb, mais aussi le bateau viking de Leif Erikson (Leivur Eiriksson en féroïen) ;
- Europa, L'Europe et ses découvertes, 1994 ;
- Saint Olav II, 1995 ;
- les 600 ans de l'union de Kalmar, 1997 ;
- 1000 ans de christianisme aux îles Féroé, 2000.

### Scènes bibliques
- timbres de Noël, Adam et Ève, l'Annonciation, 1999 ;
- Noël, fuite de Marie et Joseph, naissance de Jésus, 2000.